# Villers-Grélot
Villers-Grélot là một xã của tỉnh Doubs, thuộc vùng Bourgogne-Franche-Comté, miền đông nước Pháp.

## Dân số
| 1962                                 | 1968 | 1975 | 1982 | 1990 | 1999 |
| ------------------------------------ | ---- | ---- | ---- | ---- | ---- |
| 70                                   | 73   | 82   | 101  | 103  | 117  |
| Từ năm 1962: Dân số không tính trùng |      |      |      |      |      |